# Wilhelm Lenz (Historiker, 1906)
Wilhelm Theodor Georg Lenz (* 24. Juli 1906 in Wenden, Gouvernement Livland; † 10. September 1976 in Lübeck) war ein deutsch-baltischer Historiker.

## Leben
Wilhelm Lenz stammte aus einer deutsch-baltischen Familie. Seine Eltern waren der Arzt Wilhelm Lenz und Marie Louise von Petersenn. Er selbst vermählte sich 1931 in Wenden mit Ilse von Boetticher. Aus der Ehe gingen fünf Kinder hervor, darunter Wilhelm Lenz, der ebenfalls Historiker wurde. Lenz absolvierte in Riga seine Schulausbildung. Danach studierte er von 1923 bis 1924 Geschichte in Dorpat und bei Johannes Haller von 1924 bis 1928 in Tübingen. Sein Studium schloss er mit der Promotion zum Dr. phil. ab. Von 1929 bis 1938 war Lenz Lehrer an der Academia Petrina in Mitau. Er war von 1938 bis 1939 wissenschaftlicher Mitarbeiter der Historischen Forschungsstelle des Herder-Instituts in Riga und gleichzeitig Leiter des Kulturamts der deutschen Volksgemeinschaft in Lettland. Infolge der Aussiedlung nach dem Deutsch-Sowjetischen Grenz- und Freundschaftsvertrag wurde Lenz 1939 Abteilungsleiter der Volksdeutschen Mittelstelle für Einwandererberatung in der Zweigstelle Posen. Wiederum gleichzeitig war er Leiter der Sammelstelle für baltendeutsches Kulturgut. Von 1941 bis 1944 war er Referent beim Reichskommissar für die besetzten Ostgebiete in Riga, Hinrich Lohse. Nach dem Krieg war Lenz von 1948 bis 1968 Kreisarchivar des Landkreises Land Hadeln mit Sitz in Otterndorf. Seit 1968 lebte er in Lübeck.
Lenz war Mitglied und ab 1973 Ehrenmitglied der Baltischen Historischen Kommission und saß in der Historischen Kommission für Niedersachsen und Bremen.
Lenz hat zahlreiche Abhandlungen zur baltischen Geschichte und zur Geschichte des Landes Hadeln veröffentlicht.

## Veröffentlichungen (Auswahl)
- Die auswärtige Politik des livländischen Ordensmeisters Walter von Plettenberg bis 1510, Tübingen 1928.
- Umvolkungsvorgänge in der ständischen Ordnung Livlands. Der landische Mittelstand in Südlivland in der Zeit vom Nordischen Kriege bis zum Weltkrieg (= Quellen und Forschungen zur baltischen Geschichte. H. 1). W. F. Häcker, Posen 1941.
- Der Baltische Literatenstand, Johann-Gottfried-Herder-Institut, Marburg (Lahn) 1953.
- Die Entwicklung Rigas zur Großstadt (= Marburger Ostforschungen. Bd. 2), Holzner, Kitzingen am Main 1954.
- Deutschbaltisches biographisches Lexikon 1710–1960, Böhlau, Köln/Wien 1970, ISBN 3-412-42670-9.
- (Bearbeiter): Album Livonorum. [Lübeck] 1972; Nachtrag: Urfeld 1991.